# Alfred Sherman
Pour les articles homonymes, voir Sherman.
Sir Alfred Sherman, né le 10 novembre 1919 dans le quartier de Hackney à Londres et mort le 26 août 2006 dans la même ville, est un écrivain, journaliste et analyste politique universitaire anglais. Militant communiste dans sa jeunesse et volontaire pendant la guerre civile espagnole, il change plus tard radicalement d'orientation politique devenant dans les années 1970 conseiller de Margaret Thatcher. Il a été décrit après sa mort comme « un esprit universel brillant, un homo politicus accompli et l'un des derniers véritables témoins du XXe siècle ».

## Biographie

### Jeunesse et formation
Ses parents Jacob Vladimir et Eva Sherman sont des juifs russes immigrés. Sa jeunesse est marquée par l'extrême pauvreté ; enfant, il souffre de rachitisme. Il fréquente l'école secondaire du comté de Hackney Downs, un lycée faisant alors figure de porte-drapeau de l'ascension sociale. Il est ensuite étudiant de sciences à l'école polytechnique de Chelsea. En 1958, il épouse Zahava Zazi, née Levin et ils ont un fils, Gideon. Après la mort de sa femme d'un cancer en 1993, il se remarie en 2001 avec Lady Angela Sherman.

### Le militant communiste
Adolescent, Alfred Sherman adhère au Parti communiste et abandonne ses études à l'École polytechnique de Chelsea à 17 ans. Il expliquera plus tard : « Être juif dans la Grande-Bretagne des années 1930, c'était être aliéné. Le prolétariat mondial nous offrait un foyer ». Il se porte ensuite volontaire pour combattre dans le bataillon du major Attlee des Brigades internationales pendant la guerre civile espagnole de 1937-1938, où il est fait prisonnier et rapatrié en Grande-Bretagne. De retour chez lui, il travaille dans une usine électrique londonienne.
Durant la Seconde Guerre mondiale, il sert au Moyen-Orient comme agent de contre espionnage (Field Security) et dans l'administration des territoires occupés ennemis. Après la guerre, à l'été 1948, il est exclu du Parti communiste pour « déviationnisme titiste » et passe ensuite quelque temps en Yougoslavie comme volontaire dans une « brigade de jeunesse ».

### Changements politiques
Après avoir obtenu son diplôme de la London School of Economics (LSE) en 1950, il retourne à Belgrade comme correspondant pour The Observer . Parlant déjà couramment le serbo-croate à cette époque, il acquiert une connaissance encyclopédique de l'histoire, de la culture et de la politique des Slaves du Sud. Il développe également une affinité durable pour les Serbes, comparable à celle de Dame Rebecca West. Cette amité est ravivée dans les années 1990, lorsqu'il se fait l'un des principaux critiques de la politique occidentale dans les Balkans.
Lors d'un séjour prolongé en Israël à la fin des années 1950, Sherman est membre du cabinet de conseil économique du gouvernement israélien et entretient une relation étroite avec David Ben Gourion. De retour à Londres en 1963, il rejoint le Jewish Chronicle comme éditorialiste, puis collabore avec le Daily Telegraph à partir de 1965 (éditorialiste à partir de 1977). Vers 1970, il adhère au Parti conservateur et est élu l'année suivante conseiller du Royal Borough de Kensington et Chelsea (1971-1978).

### Relation avec Margaret Thatcher
Sherman critique le gouvernement conservateur d Edward Heath en raison de ses dépenses publiques et de son incapacité à mettre en œuvre des politiques de libre marché. En 1974, il fonde, avec Sir Keith Joseph et Margaret Thatcher le think tank conservateur CPS (Centre for Policy Studies). Sherman en est ensuite directeur et membre du Conservative Philosophy Group. Le CPS sera le véritable tremplin de Margaret Thatcher, la faisant passer progressivement du statut de chef de parti inexpérimenté de 1974 à celui de Premier ministre en devenir. Plus que quiconque, Sherman lui fournit la stratégie pour prendre la direction du parti et remporter les élections générales de 1979. Cependant, il reste un électron libre face aux médias et l'une des premières manifestations de son racisme déclaré fut lorsqu'il déclara au journal soviétique Pravda, en 1974 : « Quant au lumpenprolétariat, aux gens de couleur et aux Irlandais, soyons francs, le seul moyen de les contenir est d'avoir suffisamment de policiers bien armés et correctement formés ». Il finit par contrarier tant de personnes au CPS que son président, Hugh Thomas, décida qu'il « impossible à travailler avec [Sherman] : il doit partir » ; il l'expulse en 1983.
Dans ses mémoires, Thatcher rend hommage au « génie » de Sherman, à « la force et la clarté de son esprit », à sa « vaste lecture et à ses talents de polémiste impitoyable ». Elle lui attribue un rôle central dans ses réussites, notamment en tant que chef de l'opposition, mais aussi après son accession au poste de Premier ministre : en juillet 2005, elle déclare : « Nous n'aurions jamais pu vaincre le socialisme sans Sir Alfred » . Mais son refus de faire des compromis avec le consensus de l'establishment ne lui a jamais permis de s'intégrer au monde politique britannique.
En 1982, les tensions latentes dans sa relation avec Mme Thatcher deviennent évidentes. Elle se plaint de son indifférence face aux obstacles qu'elle rencontre pour démanteler l'héritage du consensus d'après-guerre, tandis qu'il la blâme d'avoir trahi les promesses de ses jeunes années. Après avoir été exclu de son cercle intime, elle continue néanmoins de le considérer avec une « affection exaspérée » et le récompense en le faisant chevalier en 1983. Pourtant, dans les années 1990, il disait d'elle : « Lady Thatcher est une grande figure de théâtre tant que quelqu'un d'autre écrit son texte ; elle n'a pas la moindre idée. » En juillet 2005, ils se retrouvent lors d'une réception marquant la publication du dernier livre de Sherman, au titre révélateur : Paradoxes of Power: Reflections on the Thatcher Interlude.

## Principales thèses politiques

### Objectifs occidentaux
Vers 1986, lui et son fils Gideon sont membres de l'association <i>Western Goals</i>, Gideon siégeant à la direction. Sir Alfred était l'un des signataires d'une lettre dans le Times, avec Lord Sudeley, le professeur Antony Flew et le Dr Harvey Ward, au nom de l'Institut, « saluant le sens politique du président du Salvador, Alfredo Cristiani » et appelant au succès de son gouvernement dans la défaite des terroristes communistes du FMLN soutenus par Cuba et le Nicaragua.

### Points de vue sur les économistes
« Vous avez une perte la foi, disons si des évêques cessant de croire en Dieu, se tournent vers le socialisme ou la sodomie. Mais des économistes agnostiques en économie sont inutilisables et vous dirons donc : « Nous savons si vous faites ceci ou cela… » Ils se disputeront entre eux, mais aucun ne remettra jamais en question le fait de savoir si l'économie est scientifique comme elle le prétend  » .

### Vues sur les Balkans
Durant les quinze dernières années de sa vie, Sherman critique vivement la politique occidentale en ex-Yougoslavie. En 1994, il est l'un des cofondateurs de la Fondation Lord Byron pour les études balkaniques, un institut de recherche qui selon lui vise à « corriger la tendance actuelle des commentaires publics, qui tendent systématiquement à ne pas comprendre les événements, mais à construire une version propagandiste des rivalités balkaniques, destinée à faciliter l'implication de puissances extérieures ».

En 1992, dans un article paru dans le Jewish Chronicle de Londres, Sherman met en garde contre « l'absence de logique » qui consiste à confondre les musulmans bosniaques avec les juifs européens sous Hitler.
« Il ne nous sert à rien de revendiquer un locus standi dans chaque conflit en l'assimilant à l'Holocauste », écrit-il, « ou lorsque des tiers, dans leur propre intérêt, prennent en vain le nom de nos martyrs ; la Bosnie n'est pas l'Europe occupée ; les musulmans ne sont pas les juifs ; les Serbes n'ont pas déclenché la guerre civile, mais réagissent, comme on pouvait s'y attendre, à une menace réelle. ... Depuis 1990, les dirigeants croates indépendants – avec leur coloration chauvine et cléricale extrême – et les dirigeants musulmans bosniaques – cherchant, dans leur programme fondamentaliste islamique, à revenir à l'époque ottomane – ont menacé de retransformer les Serbes en minorités persécutées ». 
À la fin de la décennie, Sherman considère la politique américaine dans les Balkans comme indissociable de la quête d'hégémonie mondiale. En 1997, il note que le siècle américain a commencé avec la guerre hispano-américaine et qu'il s'achève avec la pénétration américaine dans les Balkans. Mais, contrairement à la guerre hispano-américaine, affirme-t-il, l'intervention américaine dans les Balkans n'a pas d'objectif stratégique clair, mais constitue une prétendue croisade morale au nom de la « communauté internationale » :
Cela soulève de nombreuses questions. Premièrement, existe-t-il une « communauté internationale » ? Les Chinois, qui représentent un cinquième de la population mondiale, et les bouddhistes, qui représentent un autre cinquième – entre autres – souhaitent-ils vraiment que les États-Unis et leurs États clients bombardent les Serbes ou les Irakiens ? Et qui exactement, et quand, a chargé les États-Unis d'agir au nom de cette « communauté mondiale »? … En deuxième lieu, l'arme brutale de la force, que la secrétaire d'État américaine Madeleine Albright se vante d'utiliser, peut-elle équilibrer les interactions ethniques, religieuses, économiques et politiques contradictoires et concurrentes dans cette vaste région conflictuelle ? Les États-Unis peuvent-ils susciter les attentes des Albanais et des Slaves musulmans sans heurter les Macédoniens, les Grecs, les Italiens, les Bulgares et les Croates, ainsi que les Serbes ? … Troisièmement, la force peut-elle remplacer la politique ? Un sage allemand disait qu'on peut tout faire avec des baïonnettes, sauf s'asseoir dessus. Il en va de même pour les hélicoptères de combat, l'équivalent moderne de la diplomatie de la canonnière. Bombarder et lancer des roquettes autrefois… Et cela a un effet. Mais si la victime survit, la deuxième tentative est moins efficace, car elle apprend à faire face.
Bien avant les attentats du 11 septembre et la guerre en Irak, Sherman affirmait que Washington avait « posé la pierre angulaire d'un Islamistan européen en Bosnie et d'une Grande Albanie, ouvrant ainsi la voie à un nouveau conflit triangulaire entre musulmans, serbes et croates dans un bellum omnium contra omnes … Loin de créer un nouveau statu quo, il n'a fait qu'intensifier l'instabilité. » Les États-Unis pourraient réussir à asseoir leur hégémonie, dans les Balkans, le Danube et les Carpates, et ailleurs, « mais ils hériteront aussi de conflits ethno-religieux et de différends frontaliers de longue date, sans les moyens de les régler. » Comme il l'écrivait en mai 2000,
Le pouvoir et le prestige de l'Amérique sont entre les mains de ceux qui ne résisteront pas à la tentation d'inventer de nouvelles missions, d'imposer de nouveaux embargos, de larguer de nouvelles bombes et de créer de nouveaux tribunaux. Pour l'instant, ils contrôlent les Nations Unies, la Banque mondiale, la plupart des armes de pointe du monde et la grande majorité des satellites qui nous observent depuis tous les angles du ciel. C'est l'opportunité qu'ils pressentent, et nous devons nous demander quelles ambitions ils vont afficher ensuite. … Au lieu de redécouvrir les vertus d' un intérêt personnel éclairé et traditionnellement défini au lendemain de leur victoire incontestable dans la guerre froide, les élites de la politique étrangère américaine sont plus intoxiquées que jamais par leur propre mélange d'hégémonie mondiale bienveillante et de pouvoir indispensable. 
.

## Publications
- Les paradoxes du pouvoir : réflexions sur l'interlude Thatcher, (Imprint Academic, 2005).